# Peter Blom (voetballer)
Peter Blom (Harderwijk, 24 juli 1982) is een Nederlands  voormalig voetballer die twee seizoenen uitkwam voor FC Zwolle.

## Statistieken
| Seizoen | Club      | Land      | Competitie     | Wed. | Goals |
| ------- | --------- | --------- | -------------- | ---- | ----- |
| 2001/02 | FC Zwolle | Nederland | Eerste divisie | 4    | 0     |
| 2002/03 | FC Zwolle | Nederland | Eredivisie     | 2    | 0     |
| Totaal  | Totaal    | Totaal    | Totaal         | 6    | 0     |

## Erelijst
| Nationaal               |    |         |
| Kampioen Eerste Divisie | 1x | 2001/02 |